# Пристая Михайло Дмитрович
Михайло Дмитрович Пристая (15 березня 1941 —  15 квітня 2001, село Іза Хустського району Закарпатської області) — український радянський діяч, новатор сільськогосподарського виробництва, тракторист колгоспу імені Мічуріна Хустського району Закарпатської області. Депутат Верховної Ради УРСР 10-го скликання.

## Біографія
Освіта середня.
З 1963 року — робітник радгоспу імені Петровського Балаклійського району Харківської області. Служив у Радянській армії.
У 1966—1968 роках — тракторист Хустського районного об'єднання «Сільгосптехніка» Закарпатської області.
З 1968 року — тракторист колгоспу імені Мічуріна села Іза Хустського району Закарпатської області.
Потім — приватний підприємець, на пенсії в селі Іза Хустського району Закарпатської області.